# Epidendrum bakrense
Epidendrum bakrense är en orkidéart som beskrevs av Eric Hágsater och G.Cremers. Epidendrum bakrense ingår i släktet Epidendrum och familjen orkidéer.
Artens utbredningsområde är Franska Guyana. Inga underarter finns listade i Catalogue of Life.